# Toungokotchen
Toungokotchen (en russe : Тунгокочен) est un village de la municipalité de Toungokotchen du raïon de Toungokotchen du kraï de Transbaïkalie, en Russie. Sa population s'élevait à 678 habitants au recensement de 2021.

## Géographie
Le village de Toungokotchen se situe dans le kraï de Transbaïkalie, un kraï situé en Transbaïkalie, région de Sibérie orientale, en Russie. Il fait partie du district fédéral extrême-oriental. Le village fait partie du raïon de Toungokotchen, un raïon du kraï, avec Verkh-Oussougli comme centre administratif, et forme l'établissement rural de Toungokotchen une municipalité,.   
Le fuseau horaire du village est MSK+6 (heure de Iakoutsk). Le décalage horaire appliqué par rapport au temps universel coordonné est +09:00.  

## Histoire
Le village a été fondé en 1932.

## Démographie
Recensements (*) et estimations de la population,,:
| 2002 * | 2010* | 2021* | - |
| ------ | ----- | ----- | - |
| 955    | 988   | 678   | - |